# 马尔维尔 (默兹省)
马尔维尔（法語：Marville，法語發音：[maʁvil]）是法国默兹省的一个市镇，属于凡尔登区。

## 地理
马尔维尔（49°27'8"N, 5°27'21"E）面积19.55 平方千米，位于法国大東部大區默兹省，该省份为法国西北部内陆省份，北与比利时接壤，西接马恩省和阿登省，南至上马恩省和孚日省，东临默尔特-摩泽尔省。
与马尔维尔接壤的市镇（或旧市镇、城区）包括：弗拉西尼、大法伊、小法伊、圣让莱隆吉永、维莱勒龙、德吕、伊雷勒塞克、勒穆瓦维尔、奥坦河畔吕。

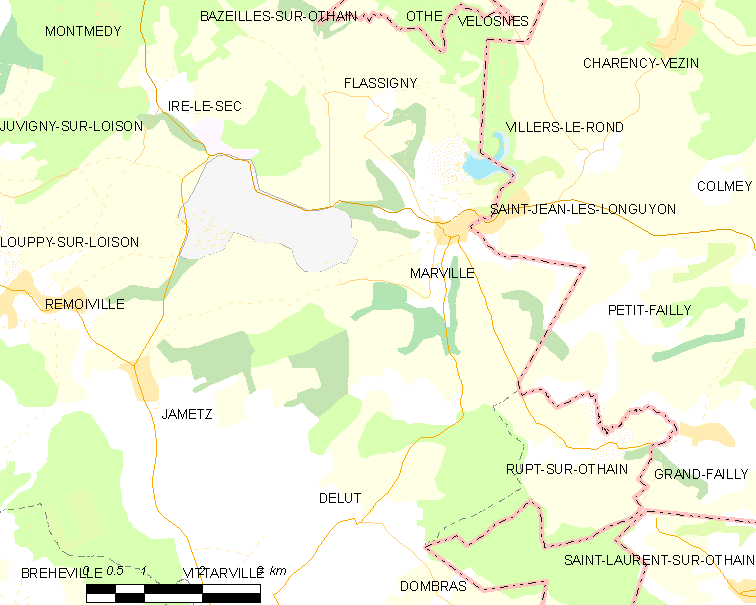
的OSM定位图

马尔维尔的时区为UTC+01:00、UTC+02:00（夏令时）。

## 行政
马尔维尔的邮政编码为55600，INSEE市镇编码为55324。

## 政治
马尔维尔所属的省级选区为蒙梅迪县。

## 人口

1962-2008年间人口变化图示

马尔维尔于2022年1月1日时的人口数量为514人。